# St. Laurentius (Lunden)

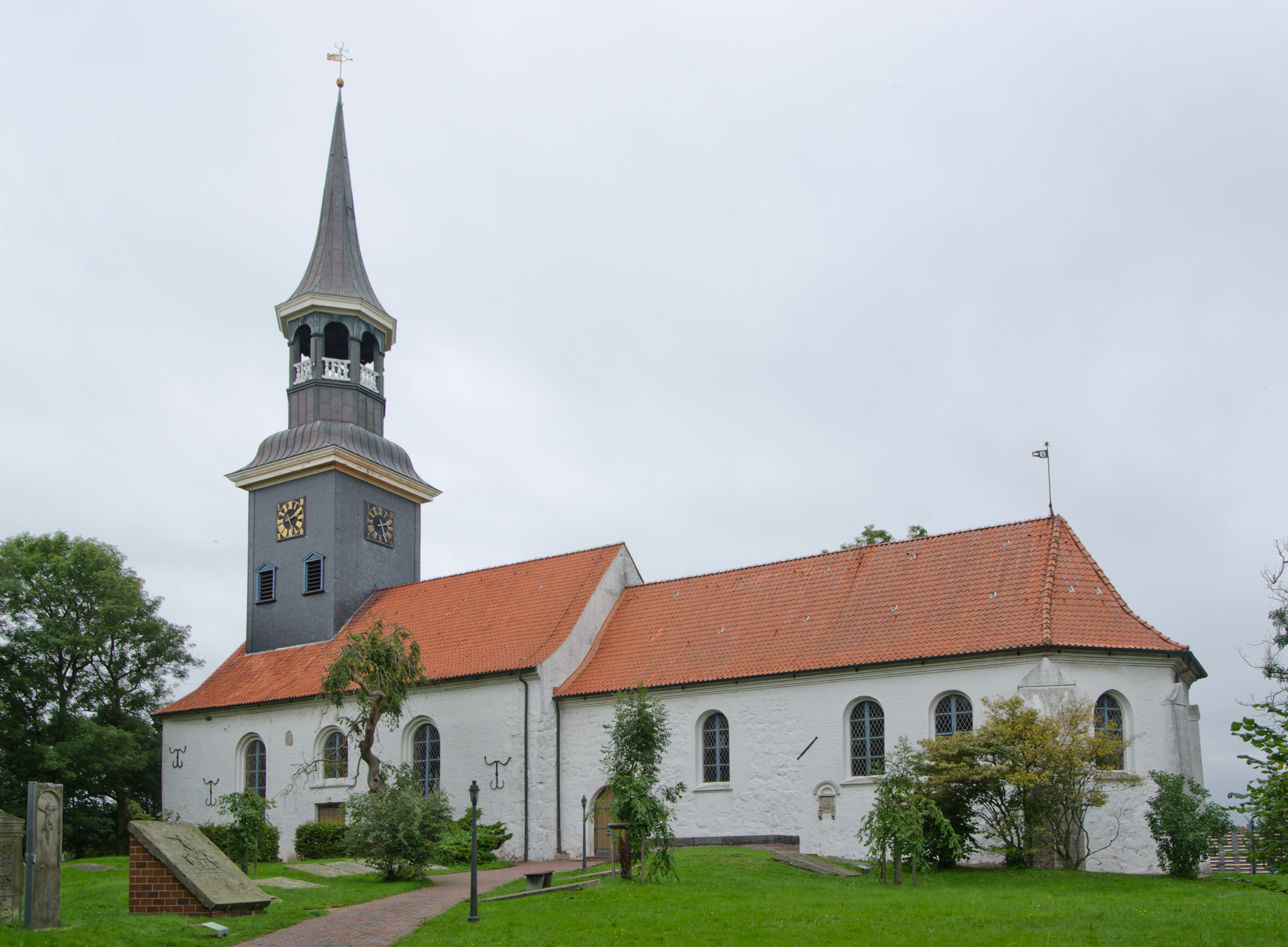
Der verlängerte Chor der Kirche zeugt von der Nutzung als Klosterkirche.

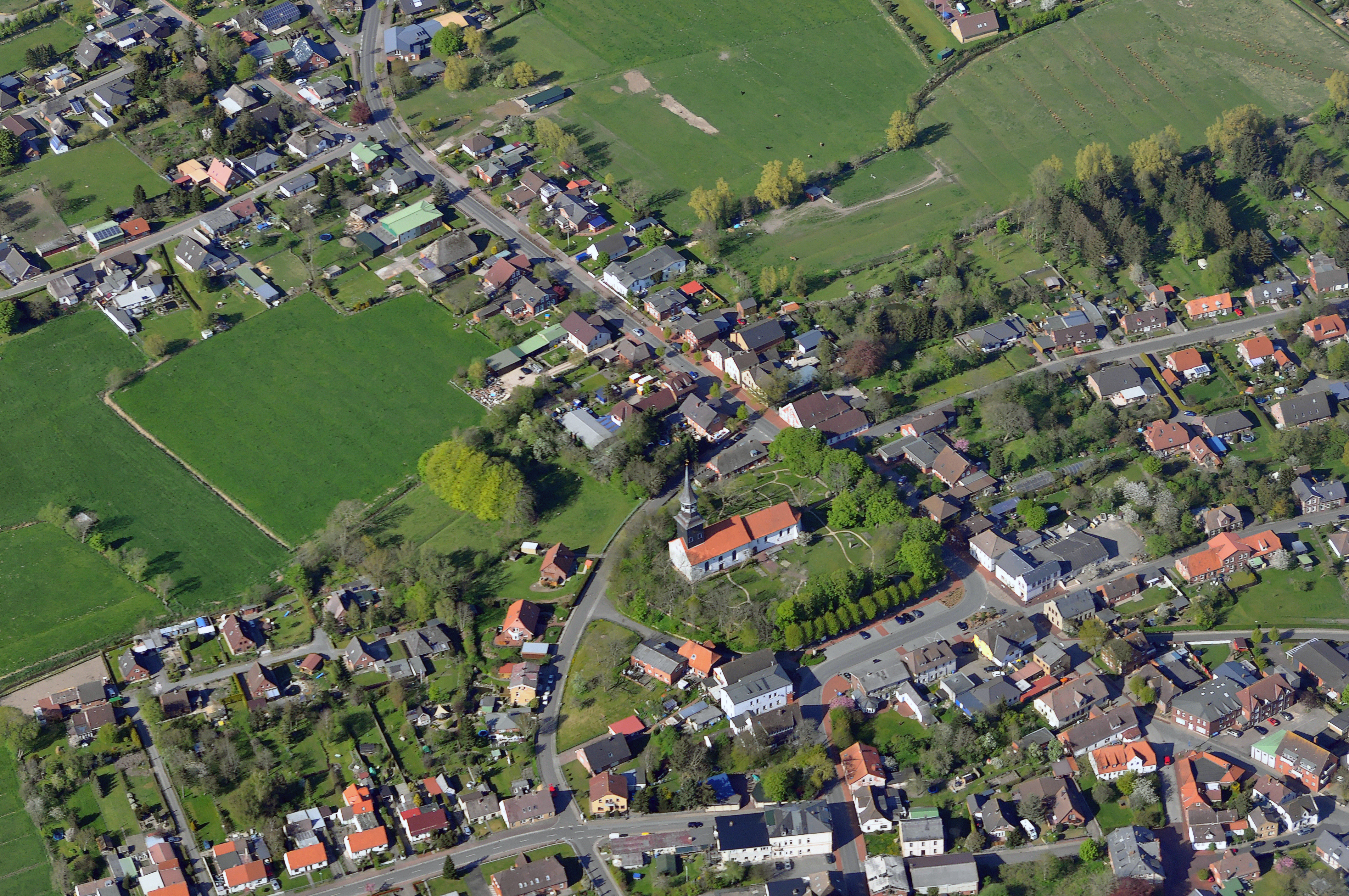
Die Klosterkirche von oben

Die St.-Laurentius-Kirche in Lunden ist eine der ältesten Kirchen in Dithmarschen. Die Feldsteinkirche gehört der Kirchengemeinde Lunden in der Evangelisch-Lutherischen Kirche in Norddeutschland. Um die Kirche herum liegt der Geschlechterfriedhof.

## Geschichte

### Mittelalterliche Pfarrkirche
Das Kirchspiel Lunden ist nach den Urkirchspielen Meldorf, Weddingstedt, Süderhastedt und Tellingstedt eins der ältesten Dithmarschens. Wohl schon um 1100 wurde eine Kirche auf einer Sanddüne errichtet, auf der sich möglicherweise vorher ein heidnischer Kultplatz befunden hatte. Erstmals erwähnt wurde sie 1140 in einer Urkunde, in der der Bremer Erzbischof Adalbero dem Hamburger Domkapitel die Kirchen von Meldorf, Weddingstedt, Hastedt, Büsum, Uthaven (das alte Brunsbüttel) und eben Lunden verlieh. Das Kirchenschiff, ein flachgedeckter romanischer Feldsteinbau, stammt vom Ende des 12. Jahrhunderts. Die Verwendung von rheinischem Tuffgestein weist einerseits auf ein hohes Alter, andererseits auf die Bedeutung des Orts hin. Die Kirche stand unter dem Patrozinium des heiligen Laurentius von Rom.
Als nördlichstes Kirchspiel der Bauernrepublik Dithmarschen spielte der Flecken Lunden eine wichtige Rolle, was auch daraus zu ersehen ist, dass die vornehmsten Geschlechter des Landes, aus denen sich die Regenten rekrutierten, jahrhundertelang rund um die Lundener Kirche beigesetzt wurden. Kirche und Friedhof waren wegen ihrer erhöhten Lage immer wieder Zufluchtsort bei Sturmfluten, bis die Eindeichung mehrerer Köge ab dem Ende des 15. Jahrhunderts Lunden vor dem direkten Zugriff der Nordsee schützte. Der große Marktplatz südlich der Kirche unterstreicht die Bedeutung des Ortes. Entsprechend kostbar wurde auch die Kirche ausgestattet.

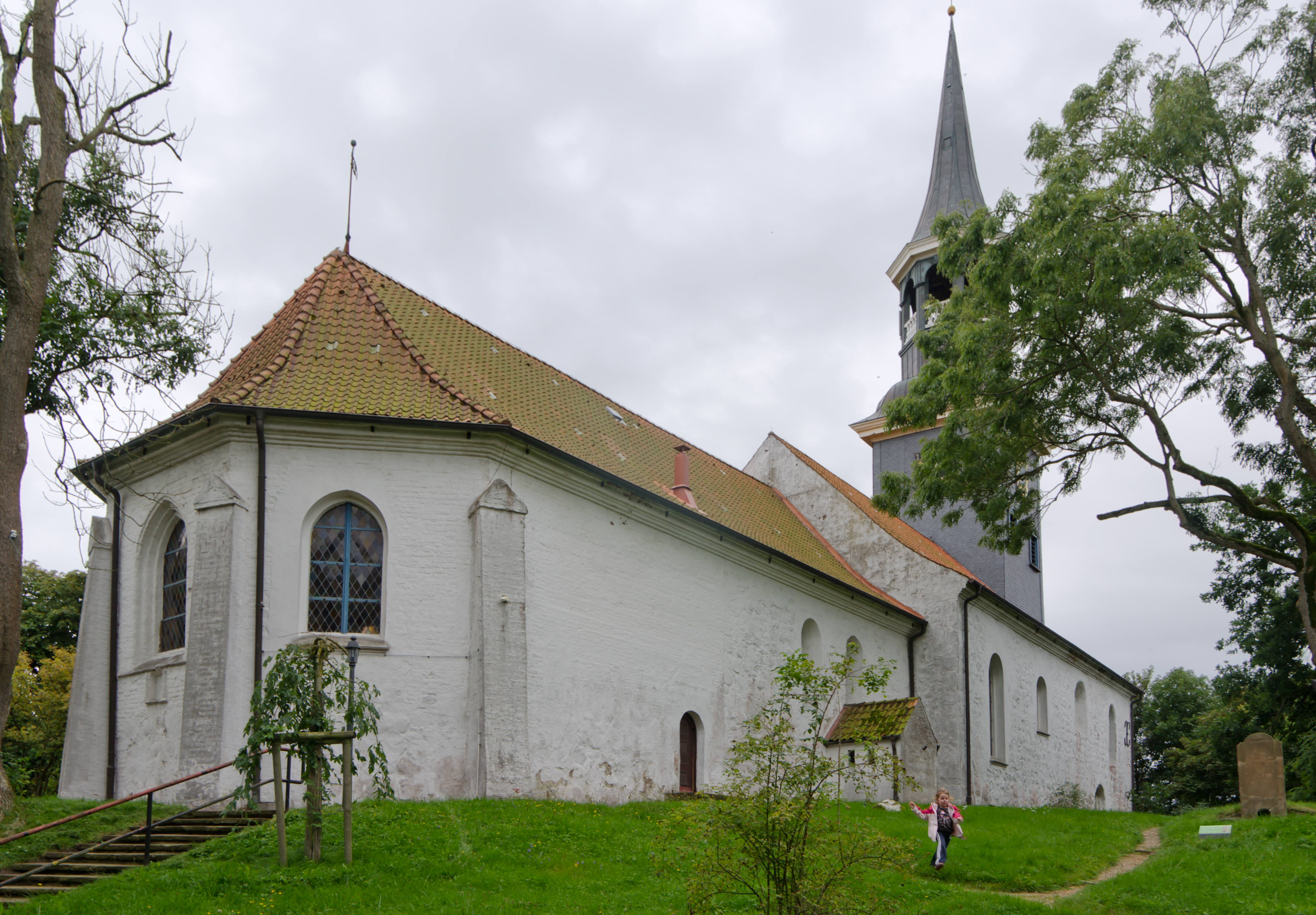
Blick von Nordosten: An der Nordseite des Kirchenschiffs sind noch einige romanische Fenster und das Nordportal erhalten.

Am 23. Januar 1451 soll es zu einem Mord bei der St.-Laurentius-Kirche gekommen sein, von dem mehrere Chronisten des 16. Jahrhunderts, darunter Johann Russe nach älteren Quellen, berichteten: Hinrich Grove (oder Groff), ein Anhänger der Lehre des Jan Hus, befand sich während oder kurz nach einem Pestausbruch im Kirchspiel in Lunden. Eine Volksmenge, die den Ketzer als verantwortlich für die Krankheit ansah, verfolgte ihn in die Kirche, wo er eben die Beichte ablegen wollte, zerrte ihn auf den Kirchhof und erschlug ihn dort. Daraufhin belegte das Hamburger Domkapitel Lunden mit einem Interdikt und der Dompropst verurteilte die Hauptschuldigen, die zu den vornehmsten Familien gehörten, zu einer hohen Geldstrafe. Das Interdikt, das alle Gottesdienste und Sakramentsstiftungen am Ort des Mordes, also in der Lundener Kirche, verbot, wurde aber vermutlich bald wieder aufgehoben. Möglicherweise als Sühneleistung wurde 1454 neben der Kirche ein aus Feldsteinen gemauerter Glockenturm mit hölzernem Dach errichtet.
Schon um 1457 wird von einer Orgel berichtet. Um 1470 erweiterte man die Kirche um einen aus Feldsteinen errichteten gotischen Chor, der 1471 geweiht wurde. Um weitere Ausstattung finanzieren zu können, beschaffte sich der Priester angeblich 1481 einen Ablassbrief vom päpstlichen Nuntius Marinus de Fregeno. 1497 konnte ein neues Retabel für den Hauptaltar angeschafft werden, das Werk eines Meister Absalon aus Hamburg, vermutlich der Maler Absolon Stumme.

### Kloster und Reformation
1513/17 wurde das 1502 gegründete Benediktinerinnenkloster Hemmingstedt nach Lunden transferiert und in ein Franziskanerkloster umgewandelt. Anstatt eine Klosterkirche für den nahe der Pfarrkirche angesiedelten Konvent zu errichten, wurde der Chor der St.-Laurentius-Kirche verlängert. Diese Erweiterung aus Backstein, die die Länge des Chores verdoppelte, ist von außen deutlich zu erkennen. Im Inneren war die Chorverlängerung, in der die Brüder ihr Stundengebet hielten, durch einen Schwibbogen vom älteren Chor getrennt. Die Franziskaner gehörten anfangs mit den Konventen in Kiel, Husum und Schleswig zur Kustodie Holstein der dänischen Ordensprovinz (Dacia), aber 1518 wurde die Kustodie in die Sächsische Franziskanerprovinz (Saxonia) eingegliedert.
1508 gründeten die Lundener Priester und angesehene Einwohner die Pantaleonsgilde, eine Bruderschaft zur Unterstützung von bis zu 25 Armen, die im Gegenzug für die Speisung zweimal in der Woche Seelmessen zugunsten der Stifter und deren Vorfahren beiwohnen sollten. Nach absolvierter Messe wurden die Nahrungsmittel vor der Kirche auf dem gemauerten Ebbingmannen-Begräbniskeller verteilt, der deshalb „Der Armentisch“ genannt wurde. Als die Lundener beschlossen, sich aus der kirchenlichen Oberhoheit des Hamburger Domkapitels zu lösen, wurden die eingesparten Abgaben der Armenhilfe gewidmet. Während die Ordensbrüder den Ort möglicherweise schon verließen, bevor im Zuge der Reformation 1533 die erste lutherische Predigt in der Kirche gehalten, und die Klostergebäude 1539 abgetragen wurden, konnte die nach dem Nothelfer Pantaleon benannte Gilde 2005 ihr 500-jähriges Bestehen feiern.

### Drei Brände
Bei der Eroberung Dithmarschens, der Letzten Fehde, brannte auch die Lundener Kirche aus, angeblich weil, wie Neocorus berichtete, eine Frau in ihrem Haus aus Verzweiflung über die verlorene Freiheit Dithmarschens Feuer gelegt hatte, das auf fast den gesamten Ort einschließlich der Kirche übergriff. Die mittelalterliche Ausstattung, zu der neun Altäre gehört hatten, ging, soweit sie nicht bereits im Zuge der Reformation entfernt worden war, gänzlich verloren. Die Kirche wurde weitgehend in alter Form wieder aufgebaut. 1566 stifteten Carsten Schröder und seine Geschwister ein aus Lübeck erworbenes geschnitztes Retabel mit einer Kreuzigungsdarstellung im Mittelfeld und Szenen aus der Weihnachtsgeschichte an den Seiten. Die Predella zeigte das letzte Abendmahl Jesu.
Ein weiterer Brand ereignete sich 1783: Ein Blitzschlag zerstörte den südwestlich neben der Kirche stehenden Glockenturm, der anschließend ebenso abgebrochen wurde wie die an den Turm und die Südwand des Kirchenschiffs anschließende sogenannte Südkirche, in der sich die Pastorengruft befand. Dieser Pastorenkeller liegt seitdem außerhalb der Kirche. Anschließend wurde der Kirchturm über dem Westgiebel der Kirche errichtet.

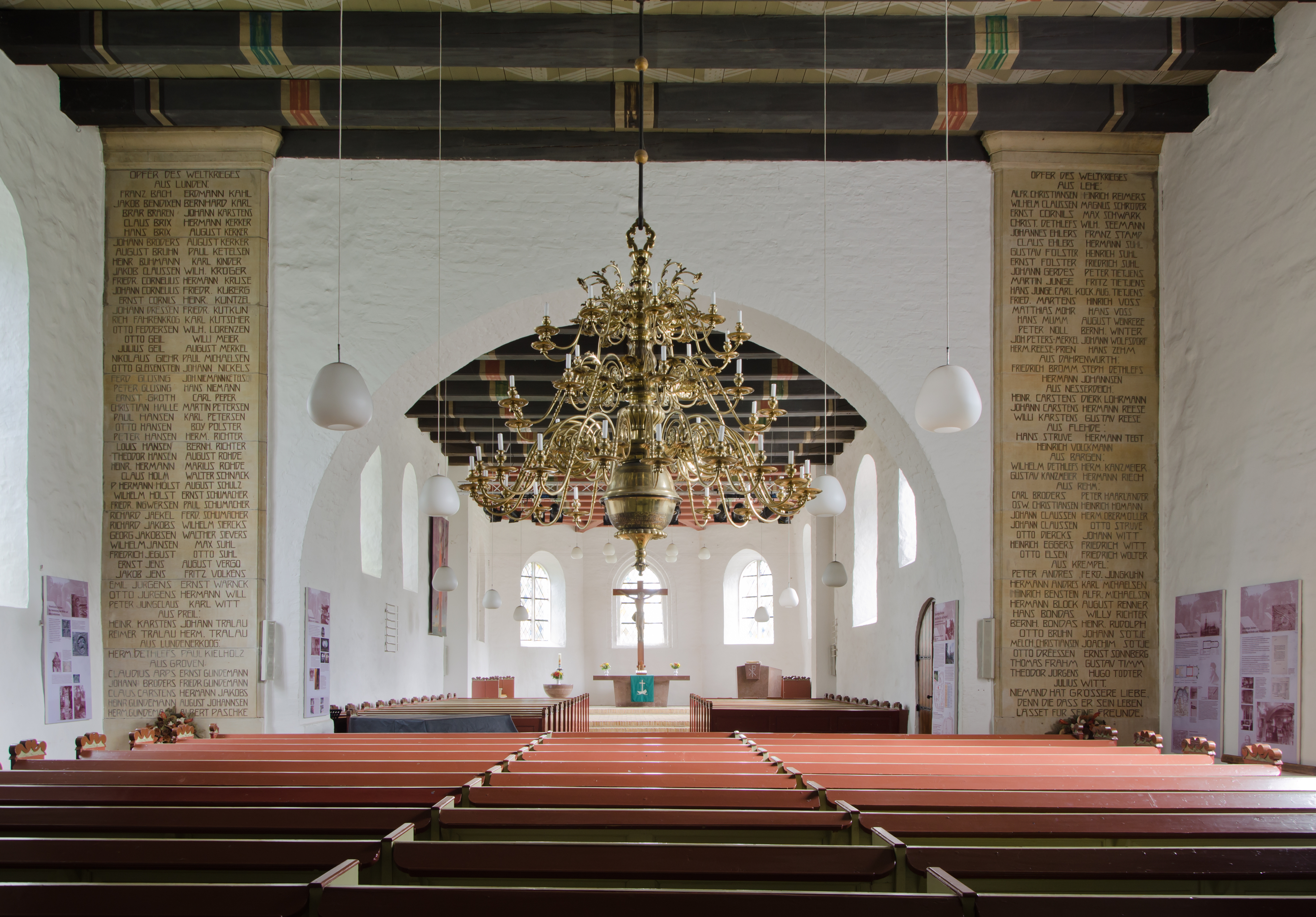
Innenraum, Blick nach Osten, im Zentrum der Kronleuchter von 1774.

1834 brannte die Kirche einschließlich Turm erneut aus, diesmal, da ein für die Orgelreparatur verwendetes und offensichtlich vergessenes Holzkohlefeuer sich in der Nacht unkontrolliert ausbreitete. Wieder ging die gesamte wertvolle Kirchenausstattung verloren. Darunter befand sich neben einem Taufbecken aus dem 17. Jahrhundert, einigen Epitaphien früherer Pastoren und einer „Hängekammer“, einer erhöhten Loge mit bemalten Brüstungsfeldern, auch der 1566 gestiftete Schnitzaltar. Nur der vierzigarmige Kronleuchter, den Triencke Behrens aus Kleinlehe 1774 gestiftet hatte, überstand den Brand und hängt in wiederhergestellter Form noch heute in der Kirche. Für die ab 1836 neu aufgebaute Kirche stiftete Claus Harms, der von 1806 bis 1816 Diakon der Gemeinde gewesen war, zwei Gemälde der Reformatoren Martin Luther und Philipp Melanchthon, 1568 angefertigte Kopien der 1559 geschaffenen Porträts der Reformatoren von Lucas Cranach dem Jüngeren. Das neue Altarbild zeigte den Gekreuzigten zwischen den Aposteln Johannes und Petrus, in der Predella das Abendmahl. Auch der Kirchturm wurde in seiner heutigen Form neu aufgeführt.

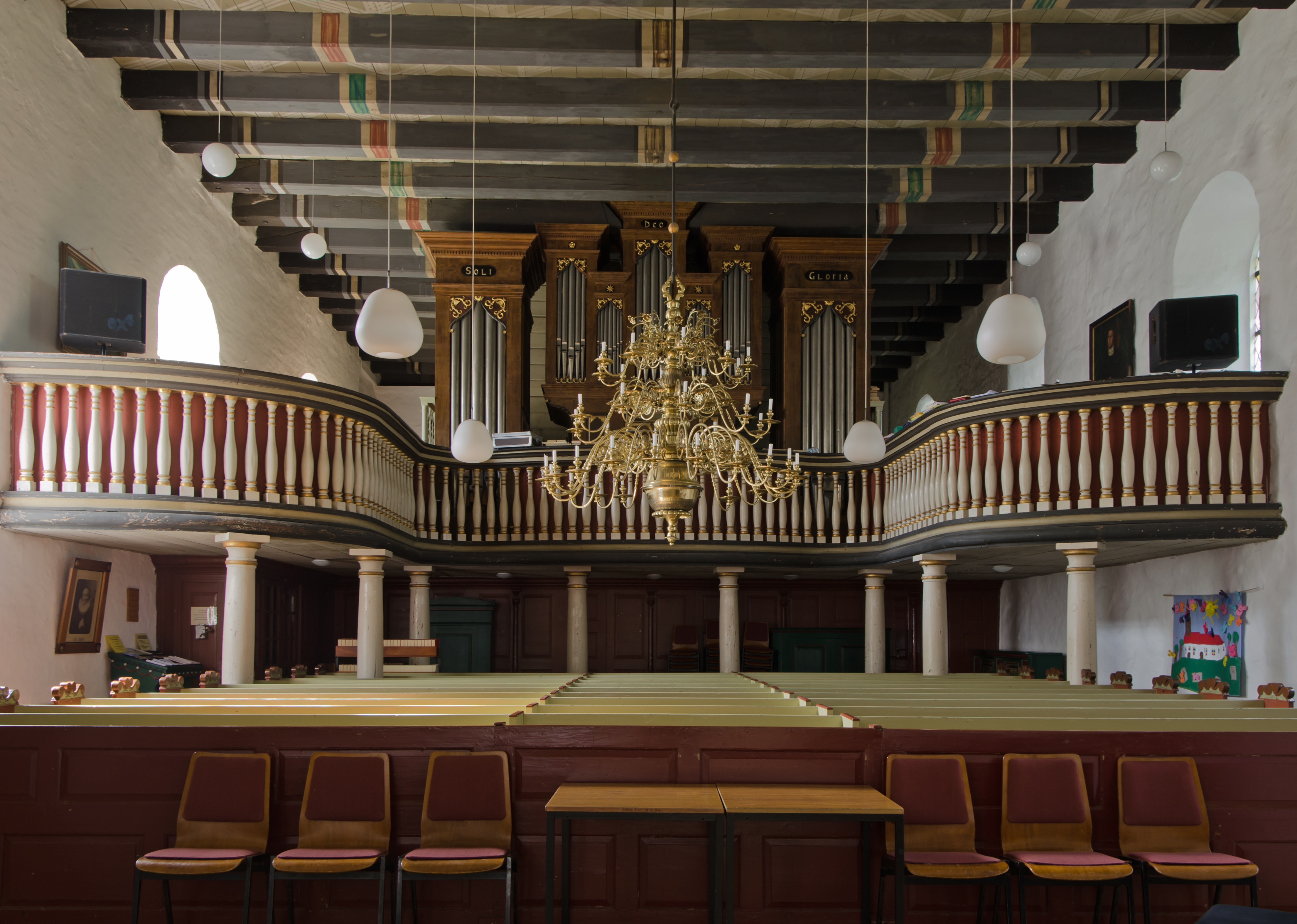
Blick zu Empore und Orgel

Der Kirchhof als Begräbnisstätte wurde 1880 durch einen neu angelegten Friedhof am Ort des ehemaligen Galgenbergs ersetzt.
Vor 1936 wurden rechts und links vom Chorbogen Tafeln mit den Namen der Kriegsgefallenen angebracht. Anstelle der bisherigen ornamentalen Bemalung stand nun über dem Chorbogen „Sei getreu bis in den Tod“. Die ganze Kirche diente so der Verherrlichung des Todes auf dem Schlachtfeld. Bei derselben Renovierung wurde auch die Empore aus dem Chorraum entfernt, die bis dahin die Südfenster des Chores verdeckt hatte.
Bei der Renovierung 1957 wurde die Kirche schlicht weiß verputzt. Vor allem der Chorraum wurde neu gestaltet. Das bis dahin vermauerte mittlere Chorfenster wurde wieder geöffnet. Die Kirchenausstattung aus dem 19. Jahrhundert wurde durch einen schlichten Altartisch, eine Taufe und eine Kanzel aus schwedischem Marmor ersetzt. Nur die Reformatorenbilder im Chor blieben erhalten. An der Wand hängt eine bestickte rote Altardecke von 1642. Im Jahr 2017 begann die Sanierung von Kirche und Kirchhof, die 2021 abgeschlossen wurde.

## Orgel

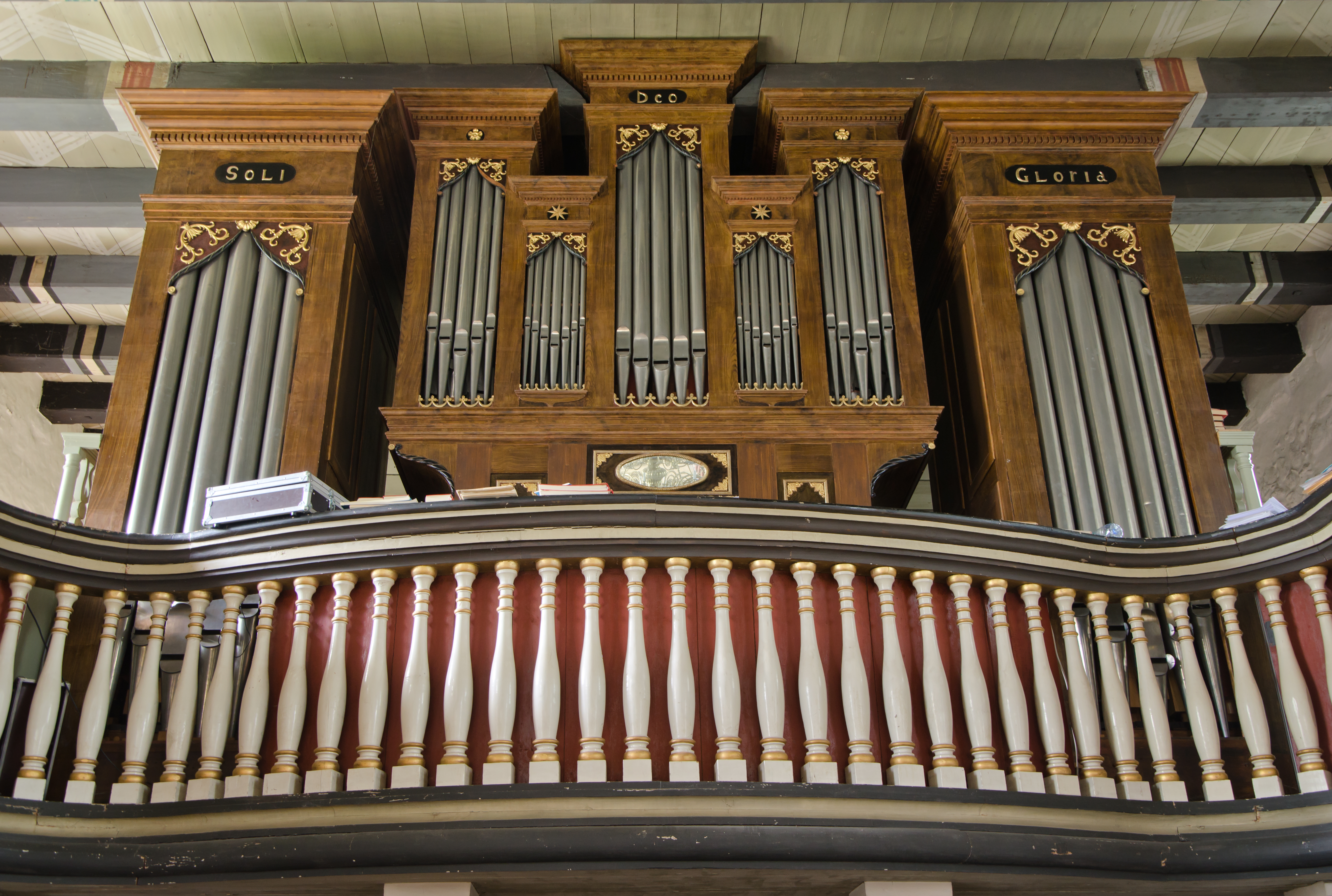
Die Kühn-Orgel (2013)

Von einer Orgel in der Lundener Kirche wurde bereits 1457 berichtet. Die nach dem ersten Brand 1559 wieder aufgebaute Kirche erhielt eine Orgel, die der ortsansässige Orgelbaumeister Tobias Brunner 1634 reparierte.
Die heutige Orgel hat 23 Register und 1.600 Pfeifen.  Sie wurde 1839–1846 vom Orgelbauer Kühn aus Segeberg und dessen Sohn gebaut und 1996–1997 von der Orgelbaufirma Paschen aus Kiel originalgetreu restauriert.

## Geistliche und Gemeinde
Lange Zeit hatte das bevölkerungsreiche und wohlhabende Kirchspiel zwei Geistliche, einen Pastor und einen Diakon. Aus den Verzeichnissen des Hamburger Domkapitels ist zu ersehen, dass das Einkommen der Lundener Priester vor der Reformation nur von dem der Meldorfer übertroffen wurde.
Bekannte Prediger nach der Reformation waren:
- Johann Magdeburg war um 1556 Diakon.
- Jacob Fabricius (der Jüngere) wurde 1614 Pastor in Lunden. Als er 1616 Hofprediger der Herzoginwitwe Augusta wurde, folgte sein jüngerer Bruder Philipp ihm nach, starb aber schon 1619.
- Mauritius Rachel war ab 1616 Diakon und ab 1620 bis zu seinem Tod 1637 Pastor in Lunden. Sein Epitaph, auf dem er mit Frau und sieben Kindern vor dem Kreuz dargestellt war, ging beim Brand der Kirche 1834 verloren.[18]
- Johannes Wendler war zunächst Hofprediger am Schloss vor Husum und ab 1639 Pastor in Lunden. Über ihn berichtet die Geschichte, dass er Gott um ein Zeichen seines Missfallens bat, als die Gemeinde das Vogelschießen, ein Volksfest, unbedingt am Pfingsttag, einem hohen kirchlichen Feiertag, stattfinden lassen wollte, woraufhin der Blitz in die Vogelstange einschlug.[19] Er trat 1665 in den Ruhestand und starb zwei Jahre später.
- Claus Harms wurde 1806 Diakon in Lunden. Neben theologischen Werken verfasste er mehrere Schriften, in denen er sich Gedanken über die Kirchenverwaltung, das Armenwesen und – anlässlich einer Reihe von Brandstiftungen während seiner Amtszeit, bei der 42 der 198 Häuser in Lunden zerstört wurden – eine Neuordnung der Brandversicherung machte.[20] Auch nachdem er 1816 an die Kieler Hauptkirche berufen worden war, widmete der inzwischen berühmt gewordene Prediger seiner ehemaligen Gemeinde mehrere Schriften und schenkte der Kirche nach dem Brand 1836 zwei Gemälde der Reformatoren Luther und Melanchthon.

Aus dem großflächigen Kirchspiel wurden im Laufe der Jahrhunderte mehrere Gemeinden ausgegliedert: Die 1325 im Kirchspielgebiet gebaute Kapelle Hemme wurde spätestens 1340 ein eigenständiges Kirchspiel. 1491 wurde das Kirchspiel St. Annen ausgepfarrt, nachdem drei Familien aus dem Geschlechterverband der Russebellingmannen im Lundener Kirchspiel gelobt hatten, eine Kapelle zu bauen, wenn ihnen die Eindeichung eines neuen Koogs, des Bosbüttelerkoogs, gelingen würde. Der Lundener Kirchspielrat wehrte sich vergeblich gegen den Einflussverlust, denn Papst Julius II. genehmigte den Kirchbau.